# Време разделно
 Тази статия е за романа.  За филма вижте Време разделно (филм).  
„Време разделно“ е роман на българския писател Антон Дончев, издаден през 1964 г. Според твърдението на автора творбата е създадена само за 41 дни. Събитията, описани в романа, се развиват през 1668 г. в Кръстогорската област в Родопите. Достоверността на източниците, на които се основава романът, е подложена на сериозни съмнения.

## Сюжет
Внимание:  Текстът по-долу разкрива сюжета на произведението (или части от него)!
През пролетта на 1668 г. еничарят Караибрахим заедно с отряд от 120 конници пристига в родопската долина Елинденя, за да потурчи (ислямизира) местните православни българи. Три села, Просойна, Заград и Подвис, са разположени покрай реката. Турците спират край гробища, където Манол и поп Алигорко, по местен обичай, изравят костите на мъртвец – починалата съпруга на овчаря. Турците ги разпитват пренебрежително за имената на селата и продължават пътя си. Двамата българи се връщат в Подвис при воденицата на дядо Галушко Белия, където са Елица и Севда. Поп Алигорко съобщава на стареца, че са пристигнали отряд от спахии. Караибрахим и хората му се настаняват в огромния конак на Сюлейман ага в село Просойна.
Селяните от Елинденя решават да скрият жените и децата. Караибрахим нарежда да се съберат първенците на селото, като заповядва за това да му съдейства Сюлейман ага. Село Чепино е опожарено. Жителите му търсят спасение в съседните планини. Манол търси помощта на Сюлейман ага за да ги поведе срещу еничарите. Но агата не може да се вдигне срещу падишаха. Първенците се събират в конака. Заявяват на Караибрахим, че вярата си няма да дадат. Дошло е време разделно.

## Персонажи
- Караибрахим – спахия, пратен да потурчи долината Елинденя.
- Манол – силен и горд овчар, осиновен от дядо Галушко.
- Абдула Венецианеца – ислямизиран венецианец, пленник на Караибрахим. Преди италиански благородник, който се включва в защитата на Кандия.[4]
- Дядо Галушко Белия – воденичар, осиновил Манол.
- Сюлейман ага – господар на долината Елинденя.
- Поп Алигорко – монах и свещеник от Атон.
- Момчил – син на Манол.
- Елица – годеница на Момчил.
- Севда – вдовица, влюбена в Манол.

## Екранизация
Романът „Време разделно“ е екранизиран през 1988 г. от режисьора Людмил Стайков. Премиерата на филма е с идентичното име на романа, но впоследствие филмът е преименуван, следвайки англоезичния превод за разпространение на филма, който е „Време на насилие“ (Time of Violence). Филмът се състои от 2 части: „Заплахата“ и „Насилието“. Втората част на филма пресъздава събитията от втората половина на XVII век до 1668 г.
- „Вече две десетилетия продължава османската обсада на венецианска Кандия (днешния Ираклион на о-в Крит). Родопите са стратегически опорен пункт за битката, но християнското им население е потенциален източник на нестабилност. Султанът издава ферман то да бъде обърнато в правата вяра. Свещените гори и долини, където според преданието се е родил Орфей, пропищяват от ятаганите, налагащи чуждата религия с кръв и пожарища. В долината на река Елинденя е изпратена спахийска (наемна) войска начело с еничаря Караибрахим, който е родом от тези места.“
- Актьорски състав:
  - Караибрахим – Йосиф Сърчаджиев
  - поп Алигорко – Руси Чанев
  - Манол – Иван Кръстев
  - Севда – Аня Пенчева
  - Венецианеца – Валтер Тоски
  - Сюлейман ага – Васил Михайлов
  - Елица – Калина Стефанова

- Режисьор: Людмил Стайков,
  - Сценаристи: Людмил Стайков, Георги Данаилов, Михаил Кирков, Радослав Спасов,
  - Оператор: Радослав Спасов,
  - Музика: Георги Генков,
  - Художник: Георги Тодоров

## Критика

### Съмнения за политическа поръчка
В редица съвременни изследвания се сочи, че „Време разделно“ е поръчан от комунистическия режим като част от пропагандната кампания в подкрепа на насилствените преименувания на български турци и помаци през 60-те години на 20-и век, което се повтаря по-късно с филмирането на романа през 80-те години на 20-и век в подкрепа на т.нар. „възродителен процес“.
На многократно отправяните критики за това, че романът е поръчков, Антон Дончев отговаря:
| „      | На мен не са ми давали поръчка! Аз реших да я напиша тази книга. След като и Стефан Дичев, и Андрей Гуляшки отказаха, тогава бях още неизвестен автор. И ми дадоха само 75 лева командировъчни и аз обиколих Родопите с тия пари за 15 дни. Никога преди не бях ходил там. | “ |
| [ 10 ] | |   |

### Обвинения за измслен сюжет
Писатели и журналисти твърдят, че събитията в романа се основават на недействителни исторически случки и подвеждащи документи. При всички твърдения на Антон Дончев, че се придържа към историческата истина, съществуват основателни съмнения, че авторът възпроизвежда в своята творба не реални исторически събития, а историографски мит, който се основава на няколко недостоверни източника, публикувани през втората половина на XIX век. Единствено сигурно е, че еничарите потеглят от Истанбул заедно с Фазъл Ахмед паша и неговия антураж на 25 май 1666 г. отправяйки се за Одрин, откъдето преминават по суша през Македония и Тесалия, за да се натоварят на кораби в Евбея за участие в обсадата на Кандия по време на кандийската война. Султан Мехмед IV в края на 1667 г. пристига при еничарите, разположени в Тесалия, откъдето да получава по-бързо информация за хода на военните действия на Крит. На 25 септември 1669 г. османската армия влиза триумфално в крепостта на Кандия, а султанът се разплаква от радост.

### Съмнения в авторството
На съмнение е подложено и авторството на романа. В публикуваните посмъртно „Дневници“ на писателя Йордан Вълчев се твърди, че „Време разделно“ не е написан от Антон Дончев, а от Фани Попова-Мутафова, но заради забраната ѝ да публикува след 9 септември 1944 г., го е дала на Антон Дончев. Тази теза обаче не се споделя от други изследователи, включително такива, които упрекват Антон Дончев, че е изпълнил политическа поръчка с романа.